# Shimonoseki
Shimonoseki (下関市, Shimonoseki-shi) est une ville japonaise située dans la préfecture de Yamaguchi, sur l'île de Honshū.

## Géographie

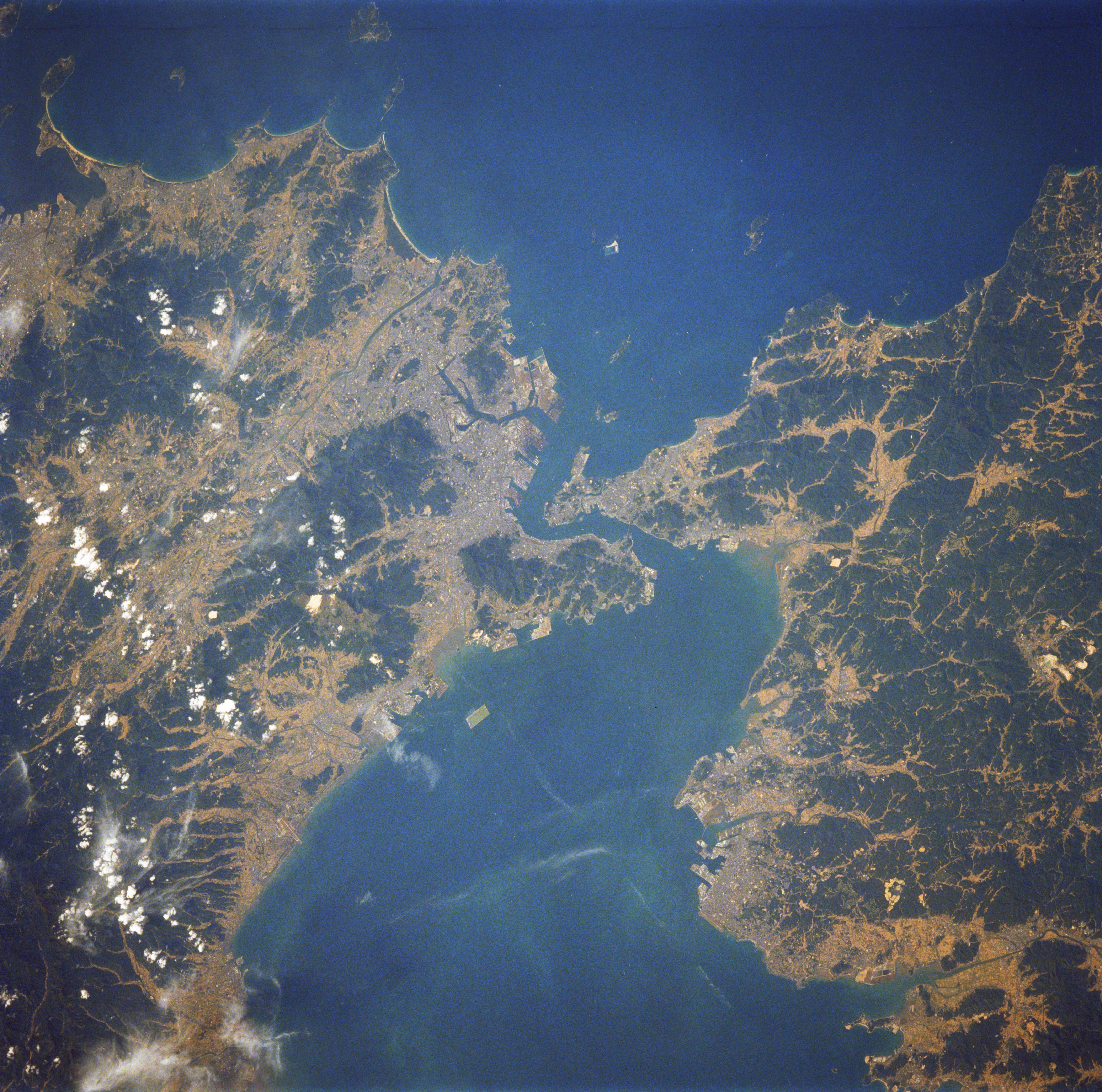
Vue satellitaire de la région de Shimonoseki (Shimonoseki, à droite, sur l'île de Honshū et Kitakyūshū, à gauche, sur l'île de Kyūshū).

### Situation
Shimonoseki est située à la pointe sud d'Honshū, face à Kitakyūshū, sur l'île de Kyūshū, dont elle est séparée par le détroit de Kanmon.

### Municipalités limitrophes
| mer du Japon | Nagato            | Nagato       |
| mer du Japon | Shimonoseki       | Mine         |
| mer du Japon | détroit de Kanmon | San'yō-Onoda |

### Démographie
Lors du recensement national de 2010, la ville de Shimonoseki avait une population de 280 126 habitants, répartis sur une superficie de 716,14 km2 (densité de population de 391 hab./km2). En août 2023, la population était de 247 862 habitants.

### Climat
Shimonoseki a un climat subtropical humide avec des étés chauds et des hivers frais.
| Mois                                             | jan.      | fév.      | mars      | avril     | mai       | juin      | jui.      | août      | sep.      | oct.      | nov.      | déc.      | année     |
| ------------------------------------------------ | --------- | --------- | --------- | --------- | --------- | --------- | --------- | --------- | --------- | --------- | --------- | --------- | --------- |
| Température minimale moyenne (°C)                | 4,8       | 4,9       | 7,4       | 11,6      | 16,2      | 20,1      | 24,2      | 25,6      | 22,2      | 16,9      | 11,8      | 7         | 14,4      |
| Température moyenne (°C)                         | 7,2       | 7,5       | 10,3      | 14,7      | 19,1      | 22,5      | 26,5      | 27,9      | 24,6      | 19,7      | 14,5      | 9,5       | 17        |
| Température maximale moyenne (°C)                | 9,7       | 10,5      | 13,7      | 18,4      | 22,7      | 25,8      | 29,7      | 31,3      | 27,8      | 23        | 17,5      | 12,3      | 20,2      |
| Record de froid (°C) date du record              | −6,3 1936 | −6,5 1901 | −5,5 1896 | 0,5 1972  | 6,5 1894  | 9,5 1893  | 15,1 1966 | 17,5 1899 | 12,8 1930 | 5,9 1941  | 0,7 1893  | −4,6 1926 | −6,5 1901 |
| Record de chaleur (°C) date du record            | 19,1 1927 | 23,7 2021 | 26,2 1979 | 29,7 1983 | 30,9 2014 | 33,7 1994 | 36,2 1994 | 37 1960   | 35 1983   | 30,6 2016 | 26,9 2015 | 26,2 2018 | 37 1960   |
| Ensoleillement (h)                               | 95,8      | 116,1     | 162,9     | 187,6     | 207,1     | 146,6     | 172,4     | 207,2     | 161,9     | 176,3     | 134,7     | 102,6     | 1 875,9   |
| Précipitations (mm)                              | 80        | 75,9      | 121,2     | 130,8     | 154,2     | 253,6     | 309,4     | 190       | 162,6     | 83,7      | 81,9      | 69,1      | 1 712,3   |
| dont neige (cm)                                  | 1         | 1         | 0         | 0         | 0         | 0         | 0         | 0         | 0         | 0         | 0         | 0         | 2         |
| Nombre de jours avec précipitations              | 9,3       | 9,1       | 10,1      | 9,6       | 8,7       | 11,3      | 10,7      | 9,1       | 8,5       | 6,1       | 8         | 9         | 109,4     |
| dont nombre de jours avec précipitations ≥ 10 mm | 2,6       | 2,6       | 4,4       | 4,2       | 4,4       | 6,4       | 6,4       | 5         | 4,2       | 2,3       | 3         | 2,4       | 48        |
| Humidité relative (%)                            | 63        | 63        | 65        | 67        | 70        | 78        | 79        | 75        | 73        | 67        | 66        | 63        | 69        |
| Nombre de jours avec neige                       | 0,4       | 0,6       | 0         | 0         | 0         | 0         | 0         | 0         | 0         | 0         | 0         | 0         | 1         |
| Nombre de jours d'orage                          | 0,3       | 0,8       | 1,4       | 1,1       | 1         | 1,6       | 4,1       | 4,1       | 2,1       | 0,3       | 0,8       | 0,8       | 18,4      |
| Nombre de jours avec brouillard                  | 0,1       | 0,2       | 0,2       | 0,5       | 0,5       | 0,4       | 0,3       | 0         | 0         | 0         | 0,1       | 0,1       | 2,5       |

| Diagramme climatique                                  |             |              |               |               |               |               |             |               |            |              |           |
| J                                                     | F           | M            | A             | M             | J             | J             | A           | S             | O          | N            | D         |
| 9,74,880                                              | 10,54,975,9 | 13,77,4121,2 | 18,411,6130,8 | 22,716,2154,2 | 25,820,1253,6 | 29,724,2309,4 | 31,325,6190 | 27,822,2162,6 | 2316,983,7 | 17,511,881,9 | 12,3769,1 |
| Moyennes : • Temp. maxi et mini °C • Précipitation mm |             |              |               |               |               |               |             |               |            |              |           |

## Histoire
En 1864, a eu lieu le bombardement de Shimonoseki. La ville devient officiellement une municipalité le 1er avril 1889. C'est à Shimonoseki qu'a été signé, le 16 avril 1895, un traité entre la Chine et le Japon. Ce traité reconnaît la défaite de la Chine qui doit céder au Japon la Mandchourie du Sud avec la péninsule du Liaodong, Formose, aujourd'hui Taïwan, les Pescadores et reconnaître la suprématie militaire du Japon sur la Corée.
Par décret impérial de juillet 1899, la ville devient un port ouvert au commerce avec les États-Unis et le Royaume-Uni.
Le 13 février 2005, Shimonoseki fusionne avec le district de Toyoura.

## Éducation
La ville abrite plusieurs universités, notamment celle de la ville, celle d'Asie orientale ainsi que l'établissement privé Baiko Gakuin.

## Infrastructures

### Transports
Les deux principales gares de la ville sont la gare de Shimonoseki, sur la ligne principale Sanyō, et la gare de Shin-Shimonoseki, sur la ligne Shinkansen Sanyō.

## Monuments
Le bâtiment le plus haut de la ville est la tour Kaikyō Yume, qui culmine à 153 mètres.

## Jumelages
- Djeddah (Arabie saoudite)
- Santos (Brésil) depuis 1971
- Istanbul (Turquie) depuis 1972
- Qingdao (Chine) depuis 1979

## Symboles municipaux
L'arbre qui symbolise la ville est le camphrier.

## Personnalités liées à la municipalité
- L'écrivaine Fumiko Hayashi (1903-1951) est née dans la ville le 31 décembre 1903.
- L'écrivain Shin’ya Tanaka, titulaire des prix littéraires Akutagawa, Mishima et Kawabata est né dans la ville le 2 novembre 1972.
- L'actrice et réalisatrice Kinuyo Tanaka (1909-1977) est née dans la ville le 29 décembre 1909, où un musée consacré à sa carrière a ouvert en 2010.